# Пестек, Виктор
Виктор Пестек (нем. Viktor Pestek; 18 апреля 1924, Черновцы, Королевство Румыния — 8 октября 1944, Мендзыбродзе-Бяльске, Третий рейх) — роттенфюрер СС; охранник лагеря смерти Аушвиц, сбежавший оттуда вместе с еврейским узником Витезславом Ледерером. Был схвачен при попытке вновь проникнуть в лагерь для организации ещё одного побега и вскоре казнён.
История бегства Пестека и Ледерера стала предметом нескольких книг.

## Биография

### Ранние годы
Родился в Румынии в семье этнических немцев-католиков в апреле 1924 года. Отец Пестека был кузнецом и мелким землевладельцем.
В возрасте 17 лет вступил в Ваффен-СС, служил на Восточном фронте под Минском. Во время службы принимал участие в антипартизанских рейдах. Во время одного из таких рейдов при зачистке деревни подразделение Пестека попало под огонь численно превосходящих его советских партизан и вынуждено было спешно отступить. Пестек был ранен в руку и ногу, брошен на поле боя, после чего попал в плен. Несмотря на убийства, совершённые немцами в деревне, партизаны сохранили ему жизнь, что, по-видимому, произвело сильное впечатление на набожного Пестека. Впоследствии Витезслав Ледерер свидетельствовал, что Пестек часто вспоминал при нём этот случай.
На следующий день войска СС отбили деревню и освободили Пестека, но из-за ранения он вскоре потерял возможность пользоваться рукой. Признанный негодным к службе на передовой, он был направлен в концлагерь Аушвиц-Биркенау в качестве охранника.

### Аушвиц

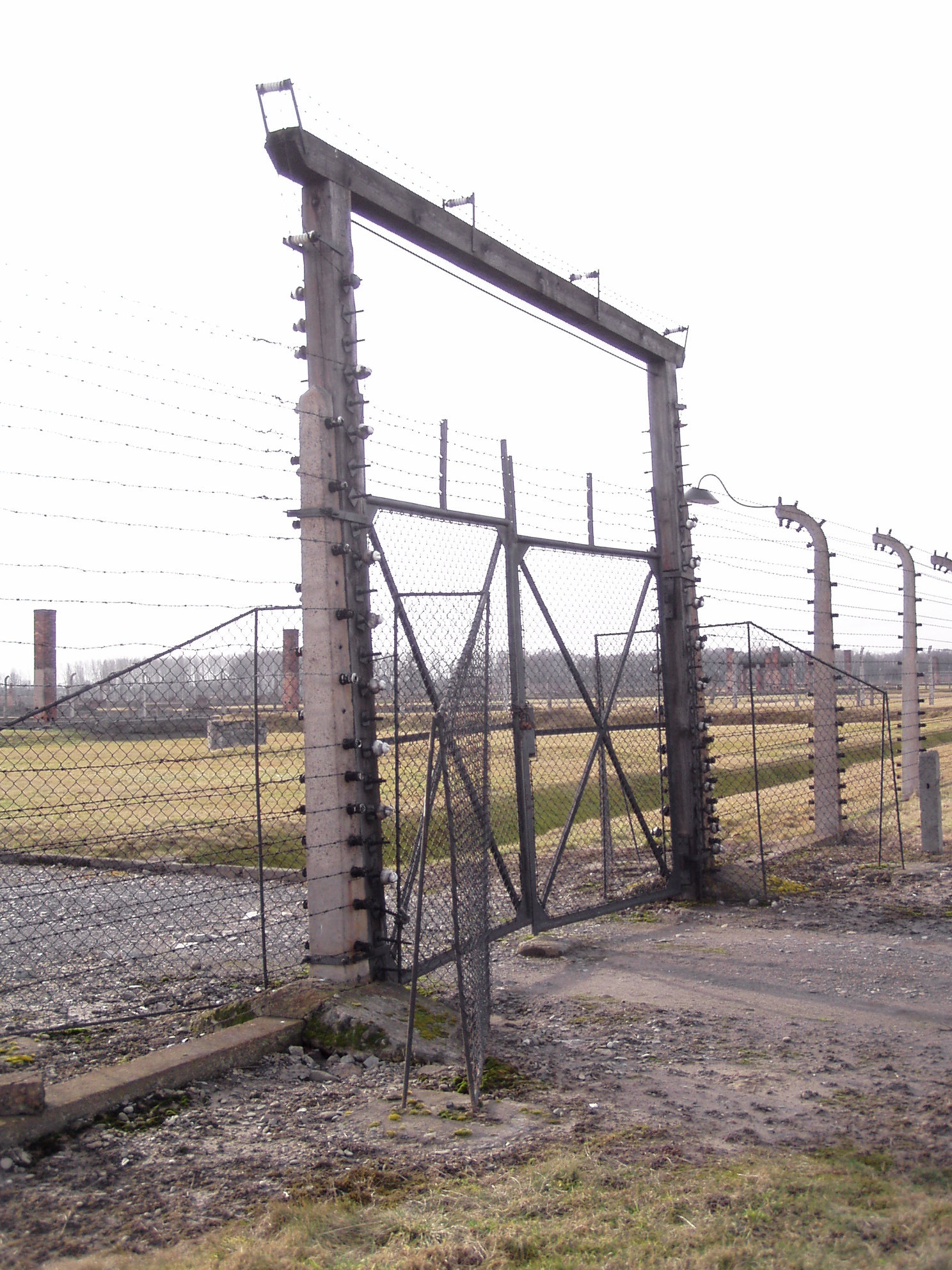
Ворота «семейного лагеря» в Аушвице II-Биркенау

Дата начала его службы в Аушвице точно неизвестна, судя по всему, он прибыл в лагерь в конце 1943 года.
Узники Аушвица, свидетельствовавшие после войны, вспоминали его как «порядочного человека, который никогда не избивал заключённых», и утверждали, что он обращался с ними достойно и гуманно. Некоторые вспоминали, что, хотя Пестек быстро заработал репутацию торговца контрабандой, ему были противны массовые убийства, совершаемые в лагере. Заключённые называли его miláček («любимый» в переводе с чешского). Также известно о том, что Пестек страдал от презрения некоторых «истинно немецких» членов СС к фольксдойче (этническим немцам из-за пределов Германии), которые составляли большинство среди охранников.
Пестек был назначен руководителем блока (блокфюрером) BIId «семейного лагеря Терезиенштадт». В «семейном лагере» размещались евреи, перевезённые из Терезинского гетто в период с сентября 1943-го по май 1944 года. Они не подвергались отбору по прибытии, им разрешалось сохранять гражданскую одежду, их не заставляли брить головы. В лагере существовал детский блок, членам семей разрешали оставаться вместе и даже писать своим друзьям и родственникам (нацисты пытались ввести внешний мир в заблуждение относительно «окончательного решения еврейского вопроса»). Однако в первоначальный план нацистов входила ликвидация заключённых «семейного лагеря» через шесть месяцев после прибытия.
Пестек влюбился в одну из узниц «семейного лагеря», девушку по имени Рене Нойманн, еврейку из известной пражской семьи. Хотя она не отвечала ему взаимностью, он всё же устроил её на лёгкую работу (машинисткой) и даже предложил организовать побег, замаскировав её под одну из надзирательниц. Нойманн отказалась, отчасти из-за того, что не хотела оставлять свою мать, которая тоже была узницей лагеря.
8 марта 1944 года евреи из «семейного лагеря», прибывшие в сентябре 1943-го, были отравлены газом без отбора трудоспособных (всего около 3800 человек). Пестек спас Нойманн и её мать, временно переведя их в другой блок. Понимая, что не сможет укрывать их долго и что ему нужно действовать быстро, Пестек стал разговаривать с заключёнными, предлагая им помощь в организации побега, при условии, что они потом помогут ему организовать побег Нойманн и её матери. План освобождения Нойманн основывался на знании Пестеком протокола транспортировки заключённых, однако для его осуществления ему требовался ещё один человек и поддельные документы. Ситуация также осложнялась тем, что Пестек говорил только по-немецки и по-румынски, а для получения фальшивых документов и (в случае успешного осуществления его плана) убежища для Рене Нойманн и её матери, ему нужно было бы связаться с польским или чехословацким подпольем.
Среди заключённых, к которым обращался Пестек, были Рудольф Врба и Альфред Ветцлер. По словам Ветцлера, Пестек сказал ему:

«Я ненавижу себя за то, что мне приходится смотреть, как убивают женщин и детей. Я хочу сделать что-нибудь, чтобы забыть запах горящей человеческой плоти и почувствовать себя немного чище».Оригинальный текст (чешск.)Nenávidím sám sebe za to, že se musím dívat na to, jak jsou zabíjeny ženy a děti. Chtěl bych něco udělat, abych zapomněl na zápach pálícího lidského se masa a mohl se cítit trošku čistší.
Врба и Ветцлер отказались от предложения, поскольку посчитали его уловкой, и посоветовали другим заключённым не доверять Пестеку. Ранее в лагере произошёл инцидент, когда охранник Добровольны, этнический немец из Словакии, встретив в лагере друга детства, предложил ему помощь в побеге, а когда тот согласился, сдал его, что привело к жестокой казни заключённого и премированию охранника. Этот случай, как и многие другие обстоятельства, убедили Врбу и Ветцлера, что эсэсовцам нельзя доверять ни при каких обстоятельствах.
Однако Витезслав Ледерер согласился на предложение Пестека, так как, будучи евреем, задержанным за участие в Движении Сопротивления, и узником «семейного лагеря», ожидал скорой казни и считал, что ему уже нечего терять. Кроме того, он надеялся, выбравшись на свободу, сообщить общественности о начале приведения в действие «окончательного решения». Он убедил Пестека, что богат, и что его связи в подполье помогут получить необходимые документы.
Пестек и Ледерер подробно спланировали побег и предполагаемое возвращение для спасения Нойманн. Ледерер должен был сбежать, переодевшись эсэсовцем. Далее, получив фальшивые документы в Протекторате Богемии и Моравии, Ледерер и Пестек должны были вернуться в лагерь, выдав себя за офицеров СС и предъявив поддельный ордер на транспортировку Рене Нойманн и её матери в Катовице для допроса в гестапо. Персонал Аушвица в этом случае должен был бы предоставить им машину и водителя. Водителя они собирались убить по дороге, после чего, избавившись от тела, планировали сесть на поезд-экспресс, идущий в Протекторат.

### Побег
Побегу предшествовала тщательная подготовка, которую полностью организовал Виктор Пестек. 3 апреля 1944 года он украл на складе форму и пистолет для Ледерера. Затем у одного из охранников он похитил документы (на имя Фридриха Велькера), а также украл золотой браслет и немного денег со склада вещей, отобранных у заключённых сразу после прибытия (с так называемой «Канады»). Он также приготовил два велосипеда, узнал пароль, необходимый для выхода из лагеря в день побега, и подал рапорт о предоставлении ему длительного отпуска с 6 апреля, надеясь выиграть время для себя и Ледерера. Перед побегом он увиделся с Нойманн, пообещав, что вернётся и поможет ей и её матери сбежать.
Около 8 часов вечера 5 апреля 1944 года Ледерер переоделся в украденную форму шарфюрера СС, после чего он и Пестек, утверждая, что находятся на особом дежурстве, на велосипедах покинули лагерь, выехав через главные ворота. На ближайшей к Аушвицу железнодорожной станции они сели на поезд до Богумина и, притворившись контролёрами багажа, избежали пограничного контроля. От Богумина они продолжили путь в Прагу, куда прибыли примерно в 11:30 утра следующего дня — вскоре после того, как отсутствие Ледерера было обнаружено в лагере.
Около полудня 6 апреля 1942 года штурмбаннфюрер СС Фридрих Хартьенштайн, комендант Аушвица II-Биркенау, разослал телеграммы в Главное управление имперской безопасности, Главное административно-хозяйственное управление СС, уголовную полицию, гестапо и пограничную полицию, уведомив их о том, что Ледерер сбежал, вероятно, замаскированный под роттенфюрера СС. Заключённые, близкие к Ледереру, были немедленно допрошены. Спустя четыре часа Хартьенштайн сообщил телеграммами, что некий эсэсовец, предположительно Виктор Пестек, подозревается в содействии побегу.

### Дальнейшие события
6 апреля в Праге Пестек продал украденный золотой браслет, и на эти деньги беглецы купили запасную гражданскую одежду, дорожный багаж и другие вещи, а также пообедали, помылись и привели себя в порядок. Они также изменили свою форму, чтобы она напоминала форму военнослужащих Ваффен-СС, а не охранников концентрационных лагерей. Ещё до полуночи они выехали в Пльзень, где укрылись у Йозефа Черника, знакомого Ледерера.
Бригитта Штайнер, мишлинг, дочь одного из друзей Ледерера, предоставила ему фальшивое удостоверение личности, а также рассказала, что в Праге живёт еврей Фалтис, который мог бы оформить остальные документы, включая удостоверения офицеров СС для Пестека и Ледерера, необходимые им для того, чтобы затребовать перевозку Рене Нойманн и её матери. Когда Ледерер связался с Фалтисом, тот потребовал непомерную плату, однако предложил большую скидку, если они смогут вывезти из Аушвица ещё одну женщину, его родственницу. Ледерер согласился на эти условия и получил необходимые документы.

### Возвращение в Аушвиц
Пестек и Ледерер вернулись в Освенцим в неустановленный точно период с конца апреля по июнь 1944 года. То, что произошло потом, является предметом споров. Известно, что Пестек был арестован, а Ледерер избежал ареста.
По версии Ледерера, Пестек оставил некоторые ценности у своей польской подруги в Мысловице, и она донесла на него, когда он пытался их забрать. Однако историк Мирослав Карны обращает внимание на несоответствия в его рассказе: Ледерер сам утверждал, что остался ждать в гостинице, находившейся рядом с вокзалом Освенцима, тогда как Пестек поехал в Мысловице один, и, таким образом, Ледерер не мог знать обстоятельства ареста.
Существуют ещё несколько противоречивых версий.
Узник Аушвица, выживший в Холокосте, Йозеф Нойманн (не родственник Рене Нойманн) рассказывал, как в период предполагаемого возвращения Пестека в лагерь к нему подошёл неизвестный эсэсовец с предложением побега. Но в этот момент была поднята тревога и прибыли охранники. Нойманна и неизвестного эсэсовца схватили, сковали наручниками и увезли; обоих после этого допрашивали и пытали в Блоке 11, после чего Нойманн был возвращён в лагерь, а что случилось с эсэсовцем, он не знает. Карны предполагает, что Ледерер мог испугаться в последний момент и отказался помогать Пестеку, после чего тот в одиночку проник в лагерь, и, пытаясь осуществить свой план по спасению Рене Нойманн и её матери, сделал предложение Йозефу Нойманну. При этом он отмечает, что Пестек просрочил отпуск и подозревался в том, что помог Ледереру сбежать, поэтому в данных обстоятельствах успех был невозможен в принципе.
Охранник лагеря Штефан Барецки, хорошо знавший Пестека, показал, что тот был арестован в Биркенау. Барецки сказал, что видел, как другие охранники СС избивали Пестека. Заключённый Рышард Хенрик Кордек, в свою очередь, утверждал, что именно Барецки поднял тревогу по поводу возвращения Пестека, и что он был одним из охранников, избивавших Пестека. Также существует свидетельство эсэсовца Пери Броада, который слышал, как капо хвастались тем, что преследовали и ловили Пестека в лесу вокруг лагеря.
Карны заключает, что из-за противоречивости версий невозможно узнать, что именно произошло, но убеждён, что версия Ледерера неточна.

### Смерть
Пестек был приговорён в Катовице к смертной казни через расстрел за поддержку узников и дезертирство. Он был казнён в Мендзыбродзе-Бяльске 8 октября 1944 года в 7:04. Члены отряда Пестека сообщили, что им приказали стать свидетелями расстрела.
Во время второй ликвидации «семейного лагеря» в июле 1944 года Рене Нойманн и её мать были отправлены на принудительные работы в район Гамбурга. Обе женщины пережили войну.

## Оценка
Пестек был одним из двух или трёх охранников Аушвица, которые рисковали своей жизнью, чтобы помочь заключённым сбежать. По мнению австрийского историка, бывшего узника Аушвица, Германа Лангбейна, его действия, в частности, обозначают пределы абсолютной тоталитарной власти, навязанной лидерами СС. Лангбейн оценивает действия Пестека более благосклонно, чем действия охранников, которые помогали заключённым бежать во время эвакуации лагеря в январе 1945 года в надежде избежать наказания за свои преступления.
По мнению психолога Рут Линн, Пестек, возможно, помог Ледереру сбежать из лагеря, поскольку его родной город на Буковине недавно был занят наступающей Красной армией. Тем самым он рассчитывал добиться снисхождения к себе после войны.
Яд ва-Шем не признал Пестека «Праведником народов мира».